# Azerbaydzhan
Die Azerbaydzhan (russisch Азербайджан ‚Transkription: Aserbaidschan‘) ist ein Flusskreuzfahrtschiff, das im Jahre 1953 in der Tschechoslowakei in der Werft Narodny Podnik Škoda in Komárno (heute Slovenské Lodenice Komárno, damals Bestandteil des Škoda-Konzerns) gebaut wurde und zur Rossiya-Klasse (Projekt 785/OL800) gehört. Das Schiff trägt den Namen von Aserbaidschan, einer der 16 Sowjetrepubliken der ehemaligen Sowjetunion.

## Beschreibung
Das Flusskreuzfahrtschiff mit zwei Passagierdecks wurde 1953 bei der slowakischen Werft Narodny Podnik Škoda in Komárno als Azerbaydzhan für die Reederei „Wolzhskoje Gruzo-passazhirskoje Parochodstwo“ (Wolga-Güter-Passagier-Reederei) in Gorki gebaut. Sie gehörte zu einer 1952 bis 1958 hergestellten Baureihe von 36 Schiffen des Typs Rossiya, welcher auch als „Projekt 785“ oder „OL800“ (slowakisch: osobna lod 800 – deutsch: Passagierschiff 800 PS) bekannt war. Die Azerbaydzhan verfügt über einen dieselelektrischen Antrieb mit zwei Hauptmotoren und wurde auf Strecken Moskau-Rostow am Don, von 1959 bis 1961 Gorki-Astrachan, von 1961 bis 1986 Perm-Astrahan. 1986–1988 wurde das Schiff in der Ukraine als Hotel bei Tschernobyl eingesetzt und 1988 abgeschrieben. Nach dem Zerfall der Sowjetunion wurde das Schiff als Wassersportbasis unter ukrainischer Flagge mit Sewastopol als Heimathafen betrieben.